# Дроздов Андрій Анатолійович
Андрі́й Анато́лійович Дроздо́в (рос. Андре́й Анатол́ьевич Дроздо́в, нар. 23 лютого 1988, Сходня, СРСР) — російський керлінгіст, учасник зимових Олімпійських ігор (2014). Багаторазовий чемпіон Росії, бронзовий призер чемпіонату Європи серед змішаних команд (2006). Майстер спорту Росії міжнародного класу. Ведуча рука — права.

## Життєпис
Андрій Дроздов народився у Сходні, що пізніше стала районом міста Хімки. З 8 років разом з іншими російськими керлінгістами Антоном Калалбом та Олексієм Стукальським займався плаванням та сучасним п'ятиборством. У керлінг прийшов у віці 15 років. Закінчив Московський енергетичний інститут за спеціальністю «гідроприводи та гідропневмоавтоматика». У 2006 році став бронзовим призером Чемпіонату Європи серед змішаних команд. У 2010 та 2012 році ставав переможцем чемпіонату Росії. У 2013 році брав участь у чоловічому чемпіонаті світу з керлінгу в Канаді (перше змагання подібного рівня для збірної Росії).
У лютому 2014 року в складі збірної Росії, що отримала право брати участь у турнірі без відбіркових змагань, боровся за нагороди зимових Олімпійських ігор у Сочі. Був скіпом команди. З 9 проведених на Іграх матчів росіянам вдалося перемогти лише у трьох, внаслідок чого вони посіли підсумкове сьоме місце і до раунду плей-оф не потрапили.

## Виступи на Олімпійських іграх
| Змагання                     | Місто | Місце | %    |
| ---------------------------- | ----- | ----- | ---- |
| Зимові Олімпійські ігри 2014 | Сочі  | 7     | 77 % |